# 高度7000米 恐怖の四時間
『高度7000米 恐怖の四時間』（こうど7000メートル きょうふのよじかん）は、1959年（昭和34年）9月30日（水曜日）に公開された日本映画。東映東京撮影所製作・東映配給。監督：小林恒夫。主演：高倉健。旧映倫作品番号：11367。カラー、シネマスコープ（2.35:1）、76分。
旅客機の乗客中にまぎれ込んだ殺人犯と乗員・乗客の攻防を描く、密室航空サスペンスドラマ。

## ストーリー
羽田空港。空港ロビーのテレビで流れる臨時ニュース番組が、強盗殺人犯・木田正太郎の逃亡を報じていた。ニュースでは、木田は左足が義足で、拳銃を所持しているとされた。
北日本航空のダグラス DC-3「大雪（だいせつ）号」仙台経由札幌行き108便が、27人の乗客を乗せ、13時50分に離陸した。その中には「石川」の偽名で乗り込んだ木田もいた。同姓のために間違って同じ座席を振り分けられたことで隣り同士になった乗客のひとり・石川和子が、左足を踏んでも反応しなかったことや、脱いだ背広の刺繍で木田に気づく。感づかれたことを察した木田は拳銃を突きつけ、騒がないように脅す。
15時10分。大雪号は仙台飛行場に着陸した。給油待ちの30分の間に和子は助けを呼ぼうとするがうまくいかず、飛行機は千歳飛行場へ向けて再出発した。盛岡付近で、大雪号は急速に発達した積乱雲を迂回しようと急旋回したため、客室乗務員の並木蓉子がよろけて木田の前に覆いかぶさる形となった。そのとき木田の拳銃があらわになる。観念した木田は蓉子を人質にして操縦席に乗り込み、行き先の変更を要求する。機長の山本桂三は八戸空港に緊急着陸することを約束し、代わりに乗客に危害を加えないよう求める。一方、警察はすでに木田が大雪号に乗り込んでいることをつかんでいた。
八戸空港には警官隊が待ち受けていた。山本はとっさに着陸を回避する。山本が警察に通報したと思い込んで逆上した木田は腹いせに操縦席の計器を撃つ。山本は木田に奥羽地方の海岸地帯での不時着を約束する一方、副操縦士の原にある作戦を吹き込む。
山本は乗客に、座席についてシートベルトを締めるよう指示する。操縦席近くで銃を抜いて立っている木田はそれに応じなかった。その後大雪号は対流圏の最上部である高度7000メートルまで急上昇し、乗客たちは呼吸ができずに苦しむ。山本と原は機体を急降下させ、その重力加速度を利用して木田を操縦席から後部の壁まで吹き飛ばして気絶させる。乗客・乗員が一斉に木田を取り押さえ、座席に縛り付ける。
大雪号は千歳飛行場に近づいたものの、木田が計器を壊した影響で、着陸脚を出すことができなくなる。山本と原は圧縮空気の系統をつなぎ変え、滑走路付近で上昇と下降を繰り返し、その衝撃で着陸脚を出そうと試みる。しかしなかなか出ず、山本は胴体着陸を決断するも、その降下時に着陸脚が出たため、無事に着陸することができた。木田との戦いで傷を負った山本だったが、飛行場の医務室で簡単な治療を受けたのち、何ごともなかったかのように次の乗務へ向かった。

## 出演者
- 山本桂三：高倉健
- 原：今井俊二
- 石川＝木田正太郎：大村文武

- 石川和子（乗客・自動車ディーラー）：中原ひとみ
- 並木蓉子（客室乗務員）：小宮光江
- 大野みどり（客室乗務員）：久保菜穂子
- 山本絹代（山本機長の妹・原の恋人）：丘さとみ

- 藤尾（乗客・自動車ディーラー）：梅宮辰夫
- 幸田警部：神田隆
- 小林ふじ子（乗客）：風見章子
- 小林（乗客・ふじ子の夫・新聞記者）：加藤嘉

- 佐々田鉄平（乗客・元代議士）：殿山泰司
- 老婆（乗客・老夫婦）：岡村文子
- 力士（乗客）：岸井明
- 運航課長：増田順司
- 老爺（乗客・老夫婦）：左卜全
- 徳山老（テレビ結婚式の司会者）：トニー谷

- 僧侶（乗客）：曽根秀介
- 信一の父：滝謙太郎
- 森弘子（乗客・新婚旅行の花嫁）：浦野みどり
- グラウンドホステスA：光岡早苗
- グラウンドホステスB：佐山二三子
- 子犬を連れた乗客：山本緑

- 警備本部長：石島房太郎
- 刑事：菅沼正
- ディスパッチャー：岩城力
- 記者A：高田博
- 森（乗客・新婚旅行の花婿）：金子明雄
- 信一の祖父：小島洋々
- 信一の母：不忍郷子
- 信一（乗客・ひとりで飛行機に乗った少年）：有坂サチオ

- 記者C：高原秀麿
- 学生B：都健二
- 学生A：豊野弥八郎
- 無電係：友野博司
- 和子の顧客：志摩栄
- 記者B：田川恒夫
- ウィリアム：ハロルド・S・コンウェイ
- アリス：マリアン・R・クリスプ

- 以下ノンクレジット[2]
  - 乗務員監督：須藤健
  - 係員：岡野耕作
  - 記者D：北峰有二
  - バスガール：伊藤慶子

## スタッフ
- 監督：小林恒夫
- 企画：根津昇
- 脚本：舟橋和郎

- 撮影：藤井静
- 録音：小松忠之
- 照明：城田昌貞
- 美術：藤田博

- 音楽：木下忠司
- 編集：長沢嘉樹
- 助監督：鈴木敏郎
- 進行主任：山下明

- 協力：北日本航空株式会社
- 航空指導：荒蒔義次
- 衣裳協力：「帯とキモノ」研究所

## ネット配信
YouTube「toei Xstream theater」で、2022年9月23日21:00（JST）から同年10月7日21:00（JST）まで無料配信が行われている。